# حق مردن
حق مردن یا حق پایان دادن به زندگی به مجوز اجتماعی هر فرد برای انجام عمل اوتانازی یا خودکشی گفته می‌شود. داشتن چنین حقی مستلزم آن است که فردی که به یک بیماری لاعلاج مبتلاست مجاز باشد از طریق اوتانازی و خودکشی کمکی به زندگی خود پایان دهد ولی در بیشتر ادیان نکوهش شده‌است و در بسیاری از کشورها غیرقانونی است و همکاری در خودکشی جرم تلقی می‌شود.
اینکه چه کسی یا چه کسانی حق گرفتن چنین تصمیمی را داشته باشند همواره مورد بحث بوده‌است و بحث بر سر منافع ملی جلوگیری از خودکشی‌های غیر منطقی همواره در جریان بوده‌است. پیلپِل و آمسِل معتقدند که خودکشی بر پایهٔ، «حق پایان دادن داوطلبانه به زندگی» باید هم تصمیم خود فرد باشد، یعنی به‌طور مثال از طرف خانواده یا پزشک معالج به وی تحمیل نشده باشد و هم در شرایطی که فرد دارد این کار بهترین تصمیم ممکن باشد. در باورهای ادیان دربارهٔ خودکشی، نظرات متفاوتی در رابطه با حق مرگ از نادیده گرفتن آن تا مخالفت شدید با آن وجود دارد. به‌طور مثال در مذهب کاتولیک و اسلام، خودکشی گناه کبیره محسوب می‌شود.
اورژانس اجتماعی (وابسته به سازمان بهزیستی ایران) خط تلفن سه رقمی ۱۲۳ در جهت اورژانس‌های اجتماعی که خودکشی نیز بخشی از آن است به صورت شبانه روزی به ارائه خدمات می‌پردازد. شماره‌های دیگر تماس در ایران برای کمک به افرادی که دچار افکار جدی خودکشی شده‌اند شامل صدای مشاور: ۱۴۸۰ و اورژانس شهری: ۱۱۵ و اورژانس روانپزشکی تهران: ۴۴۵۰۸۲۰۰ هستند.